# Atid
Atid é uma comuna romena localizada no distrito de Harghita, na região histórica da Transilvânia. A comuna possui uma área de 140.28 km² e sua população era de 2827 habitantes segundo o censo de 2007.